# Arakel Mirzojan
Arakel Mirzojan (arm. Առաքել Միրզոյան; ur. 21 października 1989 w Baghramian) – ormiański sztangista, mistrz Europy i wicemistrz świata.

## Kariera
Największy sukces w karierze osiągnął w roku, zwyciężając na mistrzostwach Europy w Bukareszcie. Wyprzedził tam reprezentującego Francję Vencelasa Dabayę i Rosjanina Władisława Łukanina. W tym samym roku zdobył też srebrny medal podczas mistrzostw świata w Goyang, gdzie rozdzielił na podium Chińczyka Liao Hui i Triyatno z Indonezji. W 2012 roku wystartował na igrzyskach olimpijskich w Londynie, gdzie po rwaniu był czwarty. Jednak w podrzucie spalił wszystkie próby i ostatecznie nie był klasyfikowany. Brał także udział w rozgrywanych cztery lata później igrzyskach w Rio de Janeiro, gdzie wystartował w wadze lekkociężkiej. Ponownie jednak nie zaliczył podrzutu i nie został sklasyfikowany.
Jego ojciec, Oksen Mirzojan, również był sztangistą.